# فاژ فی‌سی۳۱
فاژ φC31، باکتریوفاژ ویژهٔ باکتری‌های جنس استرپتومایسس موجود در خاک می‌باشد. آنزیم اینتگراز این فاژ از آن میان ابزارهای پسندیده جهت پیوست ژن نوترکیب به ژنوم سلول میزبان در فرآیندهای مهندسی ژنتیک محسوب می‌گردد. این آنزیم از آن میان ریکامبیناز‌های درای اسید آمینه سرین در جایگاه فعال، محسوب می‌شود. دیگر آنزیم‌های این خانواده دربرگیرنده γδ و Tn3 رزولواز باکتری اشرشیا کلای و اینتگراز سنتز شده بدست فاژ باکتری‌های گرم مثبت می‌باشد. ریکامبینازهای سرینی در سنجش با ریکامبیناز‌های واجد تیروزین مکانیسم عمل کاملاً متفاوتی دارند. هر دو دستهٔ این ریکامبینازهای جایگاه ویژه درون ارگانیسم‌های تک سلولی سنتز می‌گردند. علی‌رغم تفاوت‌های مشخص بیوشیمیایی و تکاملی این دو خانواده از ریکامبینازها، هردو گروه فرایند پیوست ژنی را در درازای توالی‌های معیّن و بیشتر به درازای ۳۰ جفت باز انجام می‌دهند. site- specific بودن این دسته از آنزیم‌ها بی‌همتا بودن فرایند پیوست ژنی در ژنوم‌های کوچک میکروبی و همچنین سلولهای پستانداران - علی‌رغم کاهش چشمگیر جایگاه مورد شناسایی آنزیم- را تضمین می‌کند. به گونه طبیعی، اینتگراز φC31 وظیفهٔ پیوست ژنی میان توالی پیوست فاژی (attP) و توالی پیوست باکتریایی (attB) در سلولهای استرپتو مایسز میزبان را بر دوش دارد. توالی پیوست فاژی و توالی پیوست باکتریایی غیر همانند بوده و تنها کم وبیش ۵۰ درصد مشابهت در توالی بازی آن‌ها گزارش شده‌است. واکنش پیوست صورت گرفته میان دو توالی attP و attB حین بکارگیری اینتگراز φC31 یکسویه بوده و از سوی دیگر فعالیت آنزیم به هیچ کوفاکتور اختصاصی میزبان وابسته نیست. یکسویه بودن واکنش فعّالیت اینتگراز φC31 نیز مایه شده تا بهره‌گیری از این آنزیم منجر به افزایش بازده فرایند نوترکیبی گردد. اینتگراز φC31 به گونه کارسازی در سلولهای پستانداران عمل می‌کند. اینتگراز φC31 زمانی که بدست یک پروموتور پستاندار بازگو می‌شود، به گونه کارسازی فرایند پیوست ژنی را میان دو جایگاه attP و attB وکتور بیرون کروموزومی موردشناسایی خود، در سلولهای انسانی انجام می‌دهد. اندازهٔ کمینهٔ دو جایگاه attP و attB مورد شناسایی این آنزیم به ترتیب ۳۴ جفت باز و ۳۹ جفت باز برآورد زده شده‌است. پژوهش در رابطه با پیوست کروموزومی در آنزیم اینتگراز φC31 بازگوکننده آن است که آنزیم توانا است فرایند پیوست ژنی را میان توالی attB پلاسمید و attP از پیش پیوست یافته به سلولهای انسانی به گونه موثّری انجام دهد. واکنش پیوست ژنی میان توالی attP پلاسمیدی و attB از پیش پیوست یافته، بدست این آنزیم در سنجش با حالت عکس از کارآمدی پایین‌تری برخوردار خواهد بود.